# James Blunt-diszkográfia
Ez James Blunt brit énekes zenei kiadványainak diszkográfiája. A zenésznek eddig öt stúdióalbuma van, a hatodik a Once Upon A Mind előkészületben, két koncertalbuma, hét középlemeze és tizenöt kislemeze jelent meg.

## DVD-k

### Helyezések
| Év   | Cím | Helyezés | Helyezés | Helyezés | Helyezés | Helyezés | Helyezés | Helyezés | Helyezés | Helyezés | Helyezés | Helyezés | Eladási adatok, minősítés                                                                                    |
| Év   | Cím | USA      | UK       | IE       | FR       | AT       | DE       | IT       | NL       | BEL      | CH       | AU       | Eladási adatok, minősítés                                                                                    |
| ---- | --- | -------- | -------- | -------- | -------- | -------- | -------- | -------- | -------- | -------- | -------- | -------- | --- |
| 2004 | Back To Bedlam - Megjelenés: 2004. október 4. - Kiadó: Custard Records, Atlantic Records - Formátum: CD, digitális letöltés | 2        | 1        | 1        | 2        | 1        | 1        | 5        | 2        | 1        | 1        | 1        | - Eladási adat: 12 millió - USA eladás: 2,6 millió - BPI-minősítés: 10x platina - RIAA-minősítés: 2x platina |
| 2006 | Chasing Time: The Bedlam Sessions - Megjelenés: 2006. február 21. - Kiadó: Custard, Atlantic - Formátum: CD/DVD             | -        | -        | -        | 8        | 1        | -        | 1        | 17       | 3        | 2        | -        | - UK eladás: 100 000                                                                                         |
| 2007 | All The Lost Souls - Megjelenés: 2007. szeptember 17. - Kiadó: Custard, Atlantic - Formátum: CD, digitális letöltés         | 7        | 1        | 1        | 1        | 1        | 1        | 1        | 2        | 4        | 1        | 1        | - Eladási adat:4 millió - USA eladás: 0,5 millió - BPI-minősítés: 2x platina - RIAA-minősítés: arany         |

## EP-k
| Év   | EP-információ |
| ---- | --- |
| 2005 | Live from London - Kiadás: 2005. június 28. - A londoni Regent Streeten található Apple Store-ban élőben felvett dalokat tartalmaz, kizárólag az iTunes Store forgalmazza. |

## Kislemezek

### Helyezések
| Év                                                      | Kislemez              | Helyezés | Helyezés | Helyezés  | Helyezés | Helyezés | Helyezés | Helyezés | Helyezés | Helyezés | Helyezés | Helyezés | Helyezés | Helyezés | Helyezés | Helyezés | Helyezés | Album              |
| Év                                                      | Kislemez              | UK       | USA      | USA Adult | IE       | AT       | BEL      | FR       | DE       | IT       | NL       | NO       | SE       | CH       | AU       | NZ       | UWC      | Album              |
| ------------------------------------------------------- | --------------------- | -------- | -------- | --------- | -------- | -------- | -------- | -------- | -------- | -------- | -------- | -------- | -------- | -------- | -------- | -------- | -------- | ------------------ |
| 2004                                                    | High                  | 148      | —        | —         | —        | —        | —        | —        | —        | —        | —        | —        | —        | —        | —        | —        | —        | Back To Bedlam     |
| 2005                                                    | Wisemen               | 44       | —        | —         | —        | —        | —        | —        | —        | —        | —        | —        | —        | —        | —        | —        | —        | Back To Bedlam     |
| 2005                                                    | High (visszatérő)     | 74       | —        | —         | —        | —        | —        | —        | —        | —        | —        | —        | —        | —        | —        | —        | —        | Back To Bedlam     |
| 2005                                                    | You're Beautiful      | 1        | 1        | 1         | 1        | 6        | 1        | 5        | 2        | 20       | 1        | 1        | 1        | 2        | 2        | 4        | 2        | Back To Bedlam     |
| 2005                                                    | High (újra kiadva)    | 16       | 100      | 12        | 18       | 13       | —        | —        | 22       | 3        | —        | —        | —        | 15       | 42       | —        | —        | Back To Bedlam     |
| 2005                                                    | Goodbye My Lover      | 9        | 66       | 18        | 13       | 36       | 2        | 6        | 28       | —        | 4        | 6        | 1        | 19       | 3        | 19       | 14       | Back To Bedlam     |
| 2006                                                    | Wisemen (újra kiadva) | 23       | —        | —         | 36       | 15       | —        | —        | 40       | 48       | 9        | —        | 38       | 23       | 11       | 21       | 22       | Back To Bedlam     |
| 2006                                                    | No Bravery            | —        | —        | —         | —        | —        | —        | 15       | —        | —        | —        | —        | —        | —        | —        | —        | —        | Back To Bedlam     |
| 2006                                                    | Fall at Your Feet     | 196      | —        | —         | —        | —        | —        | —        | —        | —        | —        | —        | —        | —        | —        | —        | —        | You're Beautiful   |
| 2007                                                    | 1973                  | 4        | 73       | 18        | 5        | 1        | 3        | —        | 2        | 1        | 8        | 7        | 7        | 1        | 11       | 9        | 1        | All The Lost Souls |
| 2007                                                    | Same Mistake          | 57       | —        | 38        | —        | —        | —        | —        | 27       | —        | 29       | —        | 25       | 23       | —        | —        | —        | All The Lost Souls |
| 2008                                                    | Carry You Home        | 99       | —        | —         | —        | —        | —        | —        | —        | —        | —        | —        | —        | 16       | —        | —        | —        | All The Lost Souls |
| "—" megjelent kislemezként, de nem került fel a listára |                       |          |          |           |          |          |          |          |          |          |          |          |          |          |          |          |          |                    |

## B-oldalas kislemezdalok
| Év   | Dal                                                    | A-oldal            | Megjegyzés                                                  |
| ---- | ------------------------------------------------------ | ------------------ | ----------------------------------------------------------- |
| 2004 | Sugarcoated                                            | High               |                                                             |
| 2005 | Butterfly                                              | High (újra kiadva) |                                                             |
| 2005 | In a Little While                                      | High (újra kiadva) | Eredeti előadó: U2 – All That You Can't Leave Behind (2000) |
| 2005 | Fall at Your Feet (Akusztikus változat)                | You're Beautiful   | Eredeti előadó: Crowded House – Woodface (1991)             |
| 2005 | Close Your Eyes                                        | Goodbye My Lover   |                                                             |
| 2005 | Where Is My Mind? (Élő változat)                       | Goodbye My Lover   | Eredeti előadó: Pixies – Surfer Rosa (1988)                 |
| 2007 | Dear Katie                                             | 1973               |                                                             |
| 2007 | So Happy (Kislemez-változat)                           | 1973               |                                                             |
| 2007 | One of the Brightest Stars (Élő változat, Garden Shed) | Same Mistake       |                                                             |

## Egyéb dalok
Nem James Blunt-stúdióalbumon megjelent dalok:
| Év   | Dal                                                                                                 | Album                          |
| ---- | --------------------------------------------------------------------------------------------------- | ------------------------------ |
| 2005 | I Want You                                                                                          | Listen to Bob Dylan: A Tribute |
| 2006 | If There's Any Justice                                                                              | Radio 1's Live Lounge          |
| 2007 | Je réalise (Sinik featuring James Blunt) (részletek hallhatók az I'll Take Everything című számból) | Le Toit Du Monde               |
| 2007 | Dear Self (Beanie Sigel featuring James Blunt) (részletek hallhatók a No Bravery című számból)      | The Solution                   |

### Feldolgozások
Koncerteken, illetve rádió- és tv-fellépések alkalmával elhangzott dalok (zárójelben az eredeti előadók):
- Breakfast in America (Supertramp)
- Fall At Your Feet (Crowded House)
- If There's Any Justice (Lemar)
- In a Little While (U2)
- Where is My Mind? (Pixies)
- Wild World (Cat Stevens)

### Kiadatlan dalok
Az alábbi kiadatlan dalok szerzője és/vagy előadója James Blunt (zárójelben a szerzők):
- Bleed On Me (James Blunt)
- Breathe (Blunt)
- Close Your Eyes (Blunt, Jimmy Hogarth, Sacha Skarbek)
- Dancing Days (Blunt, Hogarth, Skarbek)
- Standing All Alone (Blunt)
- Wasted (Blunt, Guy Chambers)
- We Don't Need God Anymore (Blunt, Hogarth, Felix Howard)
- What I Am (Blunt)

## Videóklipek
| Év   | Videó               | Rendező        |
| ---- | ------------------- | -------------- |
| 2004 | High                | Mark Davies    |
| 2005 | Wisemen             | Mark Davies    |
| 2005 | You're Beautiful    | Sam Brown      |
| 2005 | High (2. verzió)    | Sam Brown      |
| 2005 | Goodbye My Lover    | Sam Brown      |
| 2006 | Wisemen (2. verzió) | Paul Minor     |
| 2007 | 1973                | Paul R. Brown  |
| 2007 | Same Mistake        | Jonas Åkerlund |
| 2008 | Carry You Home      | Jake Nava      |

## Külső hivatkozások
- James Blunt hivatalos honlapja
- Az angol nyelvű James Blunt-diszkográfia Wikipedia-oldal